# Tunde Kelani
Tunde Kelani, conocido popularmente como TK, es un cineasta, narrador, director, fotógrafo, director de fotografía y productor nigeriano. Con una carrera que abarca más de cuatro décadas, se especializa en la producción de películas que promueven el patrimonio cultural de Nigeria y tienen raíces en la documentación, archivo, educación, entretenimiento y promoción de la cultura.
Es conocido por sus adaptaciones de material literario al cine, ya que la mayoría de sus obras han seguido ese estilo de realización cinematográfica, incluidos Ko se Gbe, Oleku, Thunder Bolt, The Narrow Path, White Handkerchief, Maami y Dazzling Mirage.
Enviado a Abeokuta a vivir con sus abuelos en su niñez, la cultura y tradición yoruba que experimentó en sus primeros años, junto con la experiencia que obtuvo en la London Film School, donde estudió cine, lo prepararon para lo carrera.

## Biografía
Kelani nació en Lagos pero a los cinco años fue enviado a vivir con sus abuelos en Abeokuta en Ogun. Durante su época escolar, su abuelo fue un Jefe (el Balogun de Ijaiye Kukudi) y él tuvo el privilegio de presenciar la mayoría de los aspectos de las formas de vida, religión, literatura, filosofía, entornos y cosmovisión yoruba en las artes.
Fue introducido a la literatura yoruba desde una etapa temprana de su vida y también estuvo muy influenciado por el teatro, ya que los yorubas tenían una tradición de teatro itinerante muy fuerte en ese momento. Cuando estaba en la escuela secundaria, tuvo el privilegio de ver la mayoría de los grandes clásicos del teatro yoruba, incluidas las obras de Palmwine Drinkard, Oba Koso, Kurunmi y Ogunde y más.
Se interesó por la fotografía desde la escuela primaria y a lo largo de la secundaria, invirtió dinero y tiempo para aprender. Entonces, inevitablemente, se convirtió en un aprendiz de fotógrafo después de terminar la secundaria. Más tarde, se formó en la entonces Western Nigeria Television (WNTV) y asistió a la London Film School.

## Carrera
En la década de 1970, trabajó como corresponsal de BBC TV y Reuters, y en la televisión nigeriana. Con Reuters, viajó a Etiopía para cubrir la sequía y a Zimbabue en tres ocasiones para cubrir la independencia de ese país. Una vez que terminó la Escuela de Cine de Londres, regresó a Nigeria y coprodujo su primera película con Adebayo Faleti llamada The Dilema of Rev. Father Michael. (Idaamu Paadi Minkailu). Otros de los coproductores incluyen a Alhaji Lasisi Oriekun, Wale Fanubi, su socio de Cinekraft, Yemi Farounbi y guion de Lola Fani-Kayode.
También ha trabajado en la mayoría de los largometrajes producidos en Nigeria como director de fotografía. Algunos de los largometrajes en los que trabajó incluyen: Anikura; Ogun Ajaye; Iya Ni Wura; Conductor de taxi; Iwa y Fopomoyo. En 1990, fue asistente de dirección y actor en la película Mister Johnson, la primera película estadounidense filmada en Nigeria. Protagonizada por Pierce Brosnan y de mayo denard Eziashi, la película se basó en una novela de 1939 de Joyce Cary.

## Adaptaciones literarias
Desarrolló el gusto por la lectura siendo joven, lo cual convirtió en su pasatiempo favorito. Comenzando con las cinco obras de DO Fagunwa, que incluyen Igbo Olodumare, Ogboju Ode Ninu Igbo Irunmale, Aditu Olodumare, Irinkerindo Ninu Igbo Elegbeje e Ireke Onibudo, se sumergió en cualquier trabajo literal que pudiera conseguir tanto en yoruba como en inglés. Una vez que descubrió la relación entre literatura y teatro, tomó las adaptaciones literarias como modelo de trabajo para su realización cinematográfica. Sus escritores favoritos incluyen a Kola Akinlade, Pa Amos Tutuola, Cyprian Ekwensi, Akinwunmi Ishola, Adebayo Faleti, Wale Ogunyemi y Wole Soyinka.
Algunas de sus películas más exitosas son adaptaciones literarias e incluyen: Koseegbe, Oleku, Thunderbolt (Magun), The White Handkerchief, The Narrow Path, Maami y Dazzling Mirage . Ha decidido mantener este modelo para sus futuras películas.

## Compañía de producción
En 1991, fundó su propia productora, Mainframe Films and Television Productions - Opomulero, para poder producir películas y no solo prestar apoyo técnico.
En Mainframe, ha producido películas como Ti Oluwa Nile, Ayo Ni Mo Fe, Koseegbe, Oleku, Thunderbolt (Magun), Saworoide, Agogo Eewo, The Campus Queen, Abeni, Narrow Path, Arugba y Maami.
Su último trabajo, Dazzling Mirage, una adaptación de una novela de Olayinka Egbokhare, es una historia de amor sobre cómo una pacientede de anemia supera el estigma social, prejuicios y su propia baja autoestima, para lograr el éxito, matrimonio y maternidad. A través de la película, esperaba generar la conciencia y atención necesaria sobre la enfermedad y ayudar a las personas a tomar decisiones mejor informadas.

## Filmografía
| Año  | Película               |
| ---- | ---------------------- |
| 1982 | Orun Mooru             |
| 1993 | Ti Oluwa Ni Ile 1      |
| 1993 | Ti Oluwa Nile 2        |
| 1993 | Ti Oluwa Nile 3        |
| 1994 | Ayo Ni Mofe            |
| 1994 | Ayo Ni Mofe 2          |
| 1995 | Koseegbe               |
| 1997 | O Le Ku                |
| 1999 | Saworoide              |
| 2000 | The White Handkerchief |
| 2001 | Thunderbolt: Magun     |
| 2002 | Agogo Eewo             |
| 2004 | The Campus Queen       |
| 2006 | Abeni                  |
| 2006 | The Narrow Path        |
| 2008 | Life in Slow Motion    |
| 2010 | Arugba                 |
| 2011 | Maami                  |
| 2015 | Dazzling Mirage        |
| 2021 | Ayinla                 |